# Rozejm w Chasawjurcie
Rozejm w Chasawjurcie – układ kończący pierwszą wojnę czeczeńską między Federacją Rosyjską a Czeczeńską Republiką Iczkeria, toczącą się w latach 1994–1996.
Bezpośrednim powodem podpisania układu były rosyjskie niepowodzenia wojenne – wejście wojny, którą planowano szybko zakończyć, w stan przewlekły; niedługo przedtem wojska rosyjskie utraciły Grozny.
Rozejm został podpisany 31 sierpnia 1996 w mieście Chasawiurt w Dagestanie. Ze strony czeczeńskiej układ podpisali: szef sztabu Asłan Maschadow oraz Said-Chasan Abumuslimow, a z rosyjskiej – sekretarz Rady Bezpieczeństwa Federacji Rosyjskiej Aleksandr Lebied' i Siergiej Charłamow.
Rozejm stanowił o natychmiastowym przerwaniu walk oraz o wycofaniu wojsk rosyjskich z Czeczenii. Do 1 października 1996 roku miała powstać komisja dwustronna, która miała zajmować się między innymi wypracowaniem umów dwustronnych. Czeczeni mieli sprawować władzę w oparciu o zachowanie praw człowieka, z poszanowaniem praw narodów do samostanowienia, równouprawnienia narodów i zapewnienia porządku i bezpieczeństwa. Problem statusu Czeczenii miał zostać rozstrzygnięty przez zawarcie umowy o stosunkach wzajemnych nie później, jak do 31 grudnia 2001 roku.
Postanowienia tylko częściowo weszły w życie. Czeczenia uzyskała niepodległość de facto, ale nie potrafiła zachować porządku wewnętrznego na swoim terytorium. Strona rosyjska twierdziła, że Republika Czeczenii stała się bazą przestępców, przemytników i terrorystów. Inwazja islamistów na Dagestan oraz prowokacyjne zamachy na bloki mieszkalne w Rosji w 1999 roku przekreśliły pokojową drogę rozstrzygnięcia sporu i stały się pretekstem dla drugiej wojny czeczeńskiej.